# Piano Red
Willie Perryman (* 19. Oktober 1911 in Hampton, Georgia; † 25. Juli 1985 in Atlanta, Georgia) war ein US-amerikanischer Blues-Pianist und Sänger, der auch als Piano Red und Dr. Feelgood bekannt wurde.
Wie sein Bruder Rufus, der als Speckled Red auftrat und Alben aufnahm, war Willie Perryman Albino. Bereits in jungen Jahren spielte er in Honky Tonks und Juke Joints in Georgia, Alabama und Tennessee.
In den 1930ern trat Perryman mit Blind Willie McTell als „The Dixie Jazz Hounds“ auf. 1936 machten sie gemeinsam Aufnahmen, die jedoch nicht veröffentlicht wurden. Aus dieser Zeit stammt sein Spitzname „Piano Red“.
1950 hatte er mit Rockin’ with Red einen Riesenhit, der vielfach als eine frühe Rock-’n’-Roll-Aufnahme angesehen wird und später von einer Reihe bekannter Interpreten neu eingespielt wurde, darunter Little Richard, Little Jimmy Dickens und Jerry Lee Lewis. Weitere Hits von „Piano Red“ waren Red’s Boogie, The Wrong Yo Yo, Laying the Boogie und Just Right Bounce.
Anfang der 1960er machte Willie Perryman Aufnahmen unter dem Namen „Dr. Feelgood & the Interns“. Das Stück Doctor Feel-Good schaffte es 1962 in die Pop-Musik-Charts.
In den 1970ern und Anfang der 1980er ging Perryman mehrmals in Europa auf Tournee. Er spielte auch beim Amtsantritt von Bundeskanzler Helmut Schmidt und unterstützte den Wahlkampf von US-Präsident Jimmy Carter. Beim Montreux Jazz Festival 1974, wo er an zwei Abenden auftrat, entstand das Album Ain’t Goin’ to Be Your Low Down Dog no More!
1984 wurde bei Willie Perryman Krebs diagnostiziert, an dem er im folgenden Jahr starb.

## Diskographie
- Jump Man, Jump (1956)
- Piano Red in Concert [live] (1956)
- Doctor Feelgood & the Interns (1962)
- Doctor Feelgood (1962)
- Happiness Is Piano Red (1970)
- Dr. Feelgood All Alone with His Piano (1972)
- Ain’t Gonna be Your Low Down Dog No More [live] (1974)
- Atlanta Bounce (1992)
- Doctor Is In! (1993)
- Diggin' The Boogie 1950–1956 (2007)
- Flaming Hurricane (1999) Rocks (2009)
- Blues, Blues, Blues [live] (1992)
- Doctor is In (1993)
- Flaming Hurricane (1999)
- Rocks (2000)
- Piano Red's Blueberry Hill (2006)
- The Essential Dr Feelgood Piano Hits (2009)
- Jumpin’ the Boogie
- Let Me Play with Your Poodle
- Piano Dr. Feelgood Red

| Personendaten    | Personendaten                                                |
| ---------------- | ------------------------------------------------------------ |
| NAME             | Piano Red                                                    |
| ALTERNATIVNAMEN  | Perryman, Willie (wirklicher Name); Dr. Feelgood (Pseudonym) |
| KURZBESCHREIBUNG | US-amerikanischer Blues-Musiker                              |
| GEBURTSDATUM     | 19. Oktober 1911                                             |
| GEBURTSORT       | Hampton, Georgia                                             |
| STERBEDATUM      | 25. Juli 1985                                                |
| STERBEORT        | Atlanta, Georgia                                             |